# Arborio
Arborio é uma comuna italiana da região do Piemonte, província de Vercelli, com cerca de 1.033 habitantes. Estende-se por uma área de 23 km², tendo uma densidade populacional de 45 hab/km². Faz fronteira com Ghislarengo, Greggio, Landiona (NO), Recetto (NO), Rovasenda, San Giacomo Vercellese, Sillavengo (NO), Vicolungo (NO), Villarboit.

## Demografia
| Variação demográfica do município entre 1861 e 2011                               |
|                                                                                   |
| Fonte: Istituto Nazionale di Statistica (ISTAT) - Elaboração gráfica da Wikipedia |